# 亚东嵩草
亚东嵩草（学名：Carex yadongensis）为莎草科薹草属下的一个种。